# 1470 en philosophie
Chronologie de la philosophie
- 1466
- 1467
- 1468
- 1469
- 1470
- 1471
- 1472
- 1473
- 1474

L’année 1470 a été marquée, en philosophie, par les événements suivants :

## Naissances
- Ovadia Sforno (hébreu : עובדיה ספורנו, Cesena, Italie, 1470- Bologne, 1550) est un rabbin, médecin et philosophe, considéré comme l'un des plus importants exégètes juifs de la Bible, et l'une des grandes figures du judaïsme italien à l'époque de la Renaissance.